# Boyalı, Gördes
Boyalı là một xã thuộc huyện Gördes, tỉnh Manisa, Thổ Nhĩ Kỳ. Dân số thời điểm năm 2011 là 517 người.